# Polina Chernova
Polina Chernova (1981) is een Russische pianiste. Ze is de helft van het Izumi Pianoduo, samen met Kiyotaka Izumi.

## Biografie
Polina Chernova werd geboren in Alma-Ata in Kazachstan, dat toen nog deel uitmaakte van de USSR. Haar familie was muzikaal en ze kreeg pianoles van haar moeder toen ze vijf jaar oud was. Op haar zevende won ze haar eerste prijs, in een Russisch concours. Toen ze acht jaar oud was, gaf ze haar eerste solorecital, in Wolgograd. In 2000 studeerde ze af aan het Wolgograd Kunstinstituut, met de Grootste Onderscheiding. Ze vervolgde haar studies in 2002 aan het Koninklijk Conservatorium te Antwerpen, bij de Braziliaanse componiste Eliane Rodriguez, en behaalde in 2006 het diploma Meester in Muziek. In 2008 behaalde ze op dezelfde school het diploma Postgraduaat Concert Solist.
Chernova trad op met het Academisch Symfonisch Orkest van Wolgograd. Ze speelde op The Days of Slavic Culture festival in Tsjechië, waar ze een prijs kreeg voor de beste vertolking van het werk van Johann Sebastian Bach. Ze trad daarnaast op in België, Nederland, Luxemburg, Italië, Spanje, Zwitserland, Japan, Thailand en Rusland. In die twee laatste landen gaf ze zelf ook masterclasses, in 2010 en 2013.   
Aan het Antwerpse conservatorium ontmoette ze pianist Kiyotaka Izumi, met wie ze het Izumi Pianoduo vormde. In 2015 bracht het duo een eerste cd uit, met muziek voor twee piano's van Robert Schumann. In oktober 2020 gaven ze een concert in deSingel in Antwerpen dat uitgezonden werd door radiozender Klara.
Polina Chernova geeft pianoles, aan de Kunsthumaniora te Antwerpen en aan de Willebroekse Academie.

## Onderscheidingen
In 1998 won ze de Russische "Nieuwe Namen" wedstrijd en in 2005 de International Maria Yudina Competition voor duo-piano. In Italië won ze in 2008 de internationale wedstrijd Un Ricetto in Musica voor duo-piano. In 2014 werd ze eerste laureaat van de Franse TV Music Award en in 2015 werd ze eerste laureaat van het Concours Musical de France.